# Ейдологія
Ейдологія — галузь знань, пов'язана з вивченням та аналізом образів та їх сутностей:
- у природознавстві — з поняттями виду в біології, а також пов'язаних з ним понять біотичного різноманіття та його динаміки, екологічної ніші, органічної еволюції в цілому та видоутворення;
- у літературознавстві — з поняттями образів, символів, міфів.

## Походження назви
Назва «ейдологія» походить від грецьких слів εὶδος — вид, образ і λόγος — слово, вчення. В сутнісному контексті мова в біології більше йде про образ, ніж про вид як класифікаційну категорію. В такому тлумаченні поняття загалом подібне до його значення в суміжних галузях (напр. при описі символів у літературознавстві ).

## Розвиток ейдології в Україні

### Природнича ейдологія в Україні
Представниками цього напрямку в Україні є:
- Сергій Парамонов (концепція виду, географічні раси як види, хемогенез)[2] [3] [4].
- Михайло Клоков (поняття виду в ботаніці, малі та великі види [5] [6] [7])

- Ігор Ємельянов (концепція біорізноманіття, принцип альтернативного різноманіття [8][9])

- Олександр Протасов (диверсикологія як наука)

- Ігор Загороднюк (вид в екології, видоутворення, ареал як ознака, криптичне різноманіття) [10] [11] [12])

- Михайло Голубець (плівка життя, енвайроментологія [13][14][15] тощо)

### Ейдологічні ідеї в літературознавстві
- Богдан Тихолоз (розвиток образів у творчості Франка, образи в стереометрії [16])